# 燕来寺
燕来寺坐落在中国湖南省怀化市新晃侗族自治县晃州镇营盘山，是一座汉传佛教禅宗寺院。

## 沿革
2002年2月，比丘尼释演道来到营盘山的螺蛳坡，此地三面环山，面临㵲水，左右两旁的山恰似两条龙，螺蛳坡坐落其中，农历二月十八日，在举行烧香、洒净仪式之后，数千只燕子盘旋在螺蛳坡，绕空中三圈之后，倏忽不见，释演道将“龙溪寺”改名“燕来寺”。

## 建筑
燕来寺现有山门、天王殿、大雄宝殿、伽蓝殿、祖师殿、地藏殿、五百罗汉堂、藏经阁、念佛堂，斋堂、客堂、寮房等。

## 图册
- 山门。
- 大雄宝殿。
- 赑屃。
- 弥勒佛
- 文殊菩萨、普贤菩萨和三面观音。
- 燕来寺的风雨桥。

## 註腳
1. 1 2  江月卫 et al. (2006)，第50–51頁.
2. 1 2  黄雪鸿 et al. (2008)，第178頁.